# ARP 2500
L'ARP 2500 est un synthétiseur modulaire, analogique, et duophonique produit par la société ARP Instruments entre 1970 et 1981. Il comporte un ensemble de commande d'interruption de matrice pour chaque module et c'est la principale méthode pour interconnecter ces derniers. Une rangée de prises jack est présente à la fin de chaque ligne de ces commandes.
Une centaine d'exemplaires ont été produits, et en 2017, une cinquantaine d'entre eux seraient toujours opérationnels.

## Modules proposés

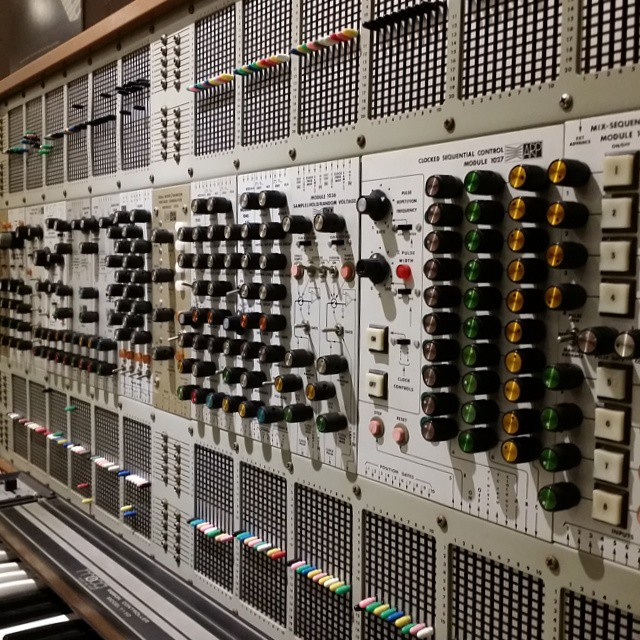
Panneau d'un ARP 2500 comportant quelques modules

Il existe différents modules pour ce synthétiseur, nommés de 1001 à 1050, :
- 1001 : Panneau vide, peut être utilisé pour des modules additionnels ou des modules créés par l'utilisateur ;
- 1002 : Module d'alimentation électrique ;
- 1003 : Générateur d'enveloppe exponentielle double. oscillateur basse fréquence (LFO) et équivalent d'un ADSR. Il permet également de contrôler le 1004p ;
- 1004P : VCO capable de générer des formes d'onde sinusoïdales, triangulaires carrées, en dent de scie et impulsions. Il comporte un mélangeur de signaux ;
- 1004T : Oscillateur commandé en tension (VCO) ;
- 1005 (Modamp) : Modules aux fonctions complexe, contenant un modulateur à précision balancée, un amplificateur commandé en tension (VCA), et un circuit de commutation ;
- 1006 (Filtamp) :

...

## Boîtiers
Les boîtiers sont  numérotés en 2000 :
- 2508 : Boîtier de studio avec des ailes, et 8 positions de modules
- 2515 : Boîtier de studio, avec 15 positions de modules, large de 47 pouces et haut de 22 pouces.
- 2508P : Boîtier portables à ailes, avec 8 positions de modules.

## Claviers
Les modèles de clavier sont numérotés en 3000, ils comportaient tous des fréquences variables, des intervalles variables entre les tons, et des contrôles de portamento variables :
- 3001 : Clavier à une voix et 5 octaves.
- 3002 : Clavier à deux voix et 5 octaves.
- 3212 : Clavier pouvant être partagé, à trois voix 5 octaves.
- 3222 : Clavier pouvant être partagé, à quatre voix et 5 octaves.
- 3604 : Clavier à une voix et 4 octaves portable.

## Galerie

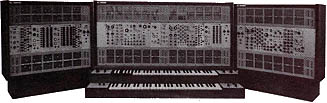
l'ARP 2500 avec ses 'ailes'
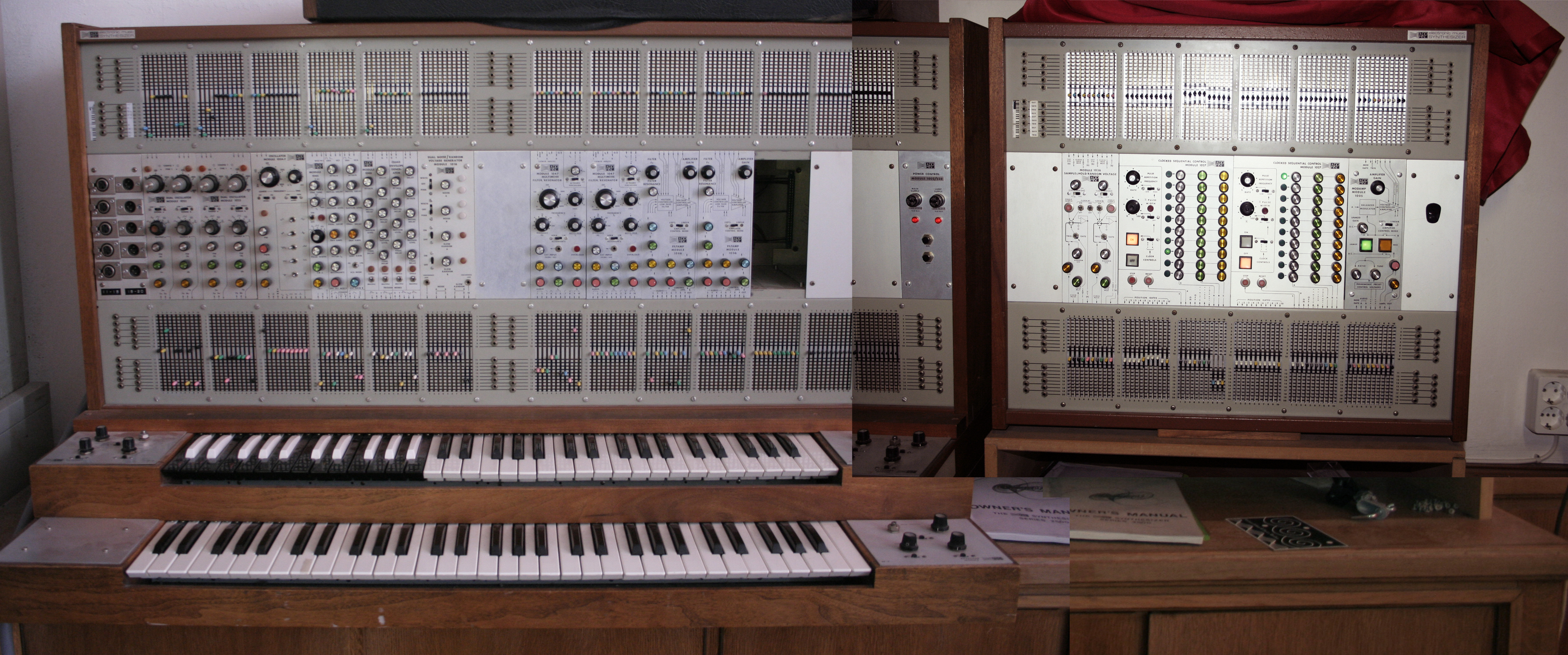
configuration large
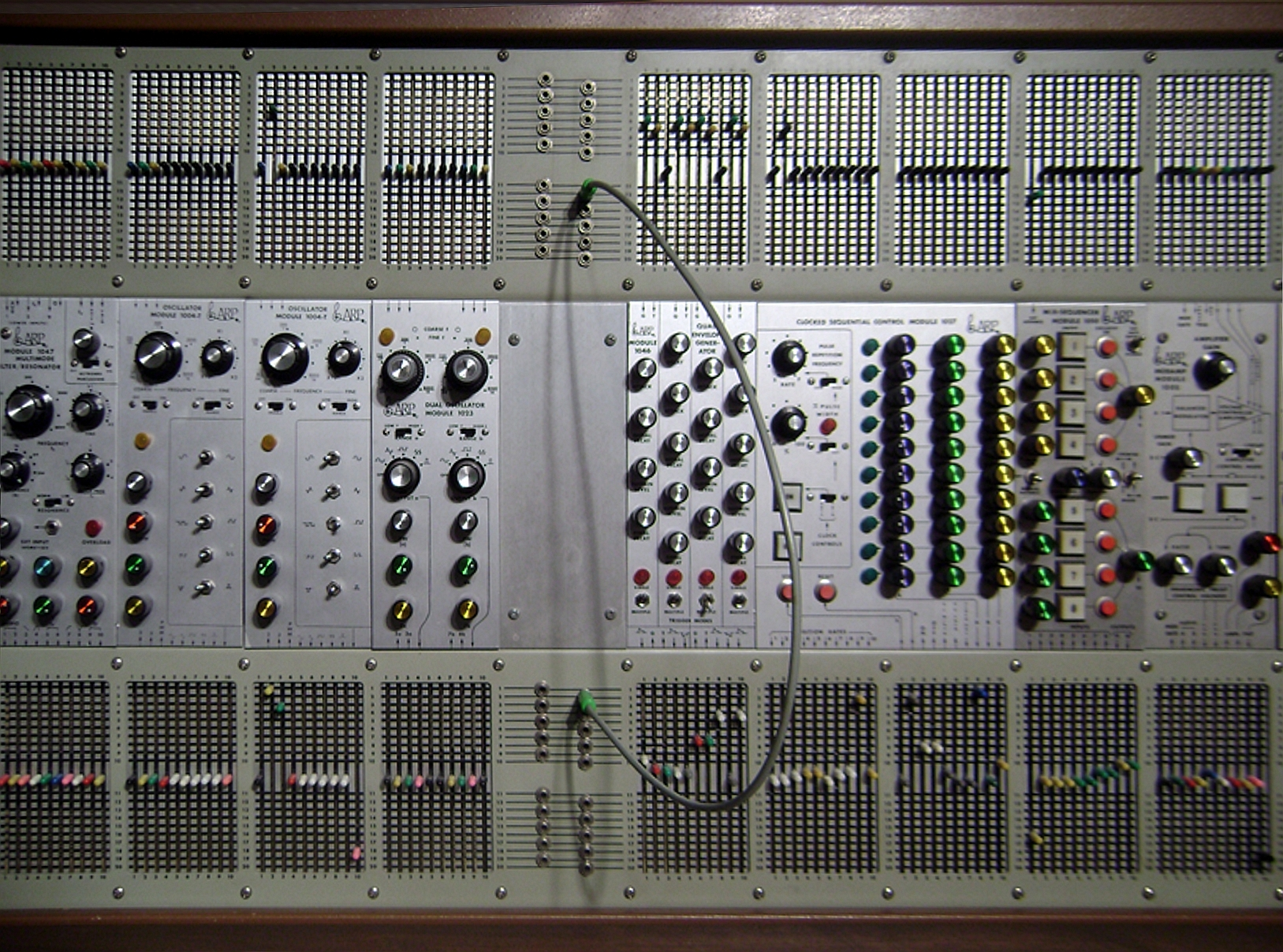
modules et boutons
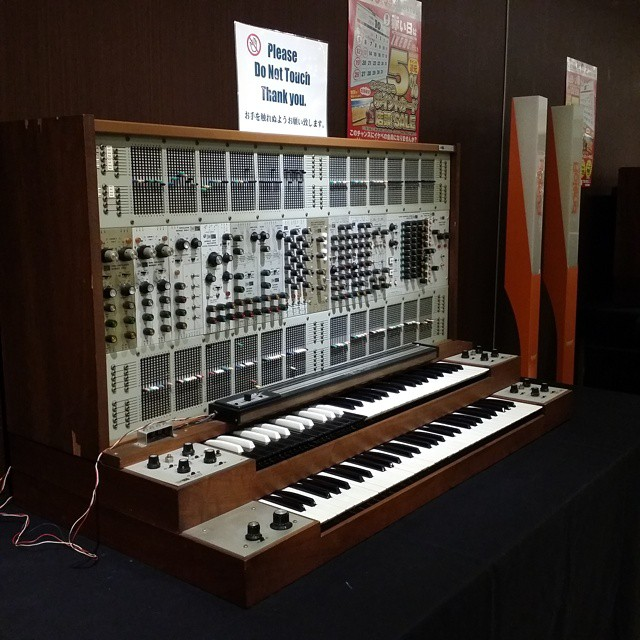
vue d'ensemble

## Artistes ayant utilisé ce synthétiseur
Parmi les utilisateurs de ce synthétiseur, on peut citer :
- Aphex Twin[2],[5]
- Vince Clarke
- Jimmy Edgar
- Patrick Gleeson (en) (avec Jon Mark)
- Jerry Goldsmith, compositeur de musique de film, sur « L'Âge de cristal » et la communication avec les extra-terrestres dans « Rencontre du troisième type » de Steven Spielberg[2]
- Faust
- David Hentschel (avec Elton John & Peter Hammill)
- Jean-Michel Jarre[2]
- Meat Beat Manifesto[2]
- Alan Robert Pearlman
- Pete Townshend (notamment, sur All the Best Cowboys Have Chinese Eyes)
- Hugo Montenegro
- Roger Powell (Cosmic Furnace)
- Éliane Radigue[2]
- Joe Renzetti et Tony Luisi (Electric Tommy)
- Joop Stokkermans
- Vangelis
- The Who (album Quadrophenia[2])